# 出雲市立高松小学校
出雲市立高松小学校（いずもしりつたかまつしょうがっこう）は、島根県出雲市松寄下町（まつよりしもちょう）にある公立小学校。

## 概要
松寄下町は出雲平野の西部に位置している平坦な地域で、高松小学校はJR出雲市駅から西に直線距離で約3キロメートル、市道高松319号線、高瀬川沿いにあり周辺は田畑が残る田園地帯である。東方向580メートルには国道9号出雲バイパス、北東方向1.6キロメートルにはイオンモール出雲やニトリ出雲店など大型商業施設、住宅が立ち並ぶ市街地となり、南方向1.3キロメートルには神戸川（かんどがわ）が流れている。出雲市立高松幼稚園が西側で隣接している。吹奏楽部は全日本吹奏楽コンクール島根県大会や中国大会では受賞歴も多く、2019年全日本吹奏楽コンクール島根県大会では銀賞を受賞している。2020年4月現在の児童数は、628人。

## 沿革
- 1874年（明治7年）4月 - 浜小学校の創立
- 1874年（明治7年）4月 - 白枝小学校の創立
- 1880年（明治13年）8月 - 松寄下小学校の創立
- 1883年（明治16年）7月 - 下横小学校の創立
- 1884年（明治17年）7月 - 松寄下小学校に合併
- 1896年（明治29年）12月 - 高松村尋常小学校を合併創立
- 1920年（大正9年）9月 - 元木造西校舎落成
- 1936年（昭和11年）9月 - 元木造前館と宿直室落成
- 1937年（昭和12年）9月 - 元木造後館落成
- 1941年（昭和16年）11月3日 - 出雲町が市制施行して出雲市となる
- 1941年（昭和16年）11月 - 国民学校令により、出雲市高松国民学校と改称
- 1947年（昭和22年）4月 －学制改革により、出雲市立高松小学校と改称
- 1963年（昭和38年）1月 - 屋体落成
- 1967年（昭和42年）9月 - 元木造西校舎改築
- 1972年（昭和47年）7月 - プール竣工
- 1983年（昭和58年）3月 - 鉄筋校舎竣工
- 1997年（平成9年）3月 - 屋内プール完成

## 教育目標
ふるさとを愛し、心豊かで、たくましく生きる、児童の育成

## 学校行事
| - 4月 始業式、入学式 - 5月 避難訓練、市陸上競技大会 - 6月 修学旅行 | - 7月 終業式 - 8月 始業式 - 9月 運動会 | - 10月 音楽鑑賞、宿泊研修 - 11月 学習発表会 - 12月 終業式 | - 1月 始業式 - 2月 避難訓練 - 3月 6年生を送る会、卒業式、修了式 |

## クラブ活動
- 切り絵クラブ
- 吹奏楽部
- サッカークラブ
- バレーボール部
- 他11

## 通学区域
- 高松町、白枝町、松寄下町、浜町、下横町[3]

## 進学先中学校
公立中学校の進学先は、浜山中学校

## 校区内の施設
- 出雲市立高松幼稚園
- 出雲市立浜山中学校
- 島根県立出雲農林高等学校
- 高松コミュニティセンター
- 出雲文化伝承館
- 南浜公民館
- 余小路公会堂
- 白枝公会堂
- 白枝北ひばりケ丘会館
- 砂子田公民館
- 出雲高松郵便局
- 出雲白枝簡易郵便局
- 出雲浜町簡易郵便局
- 陸上自衛隊出雲駐屯地
- 出雲総合地方卸売市場

## 交通
- 路線バス
  - JR西日本出雲市駅から一畑バス出雲大社連絡所行で
    - 高松バス停下車、約188メートル、徒歩約2分